# Constantin Dumitru (senator)
Constantin Dumitru (n. 16 februarie 1952) este un senator român ales în legislatura 2004-2008 în județul Călărași pe listele PNL și în legislatura 2008-2012 pe listele Partidului Democrat-Liberal.